# 比良山地

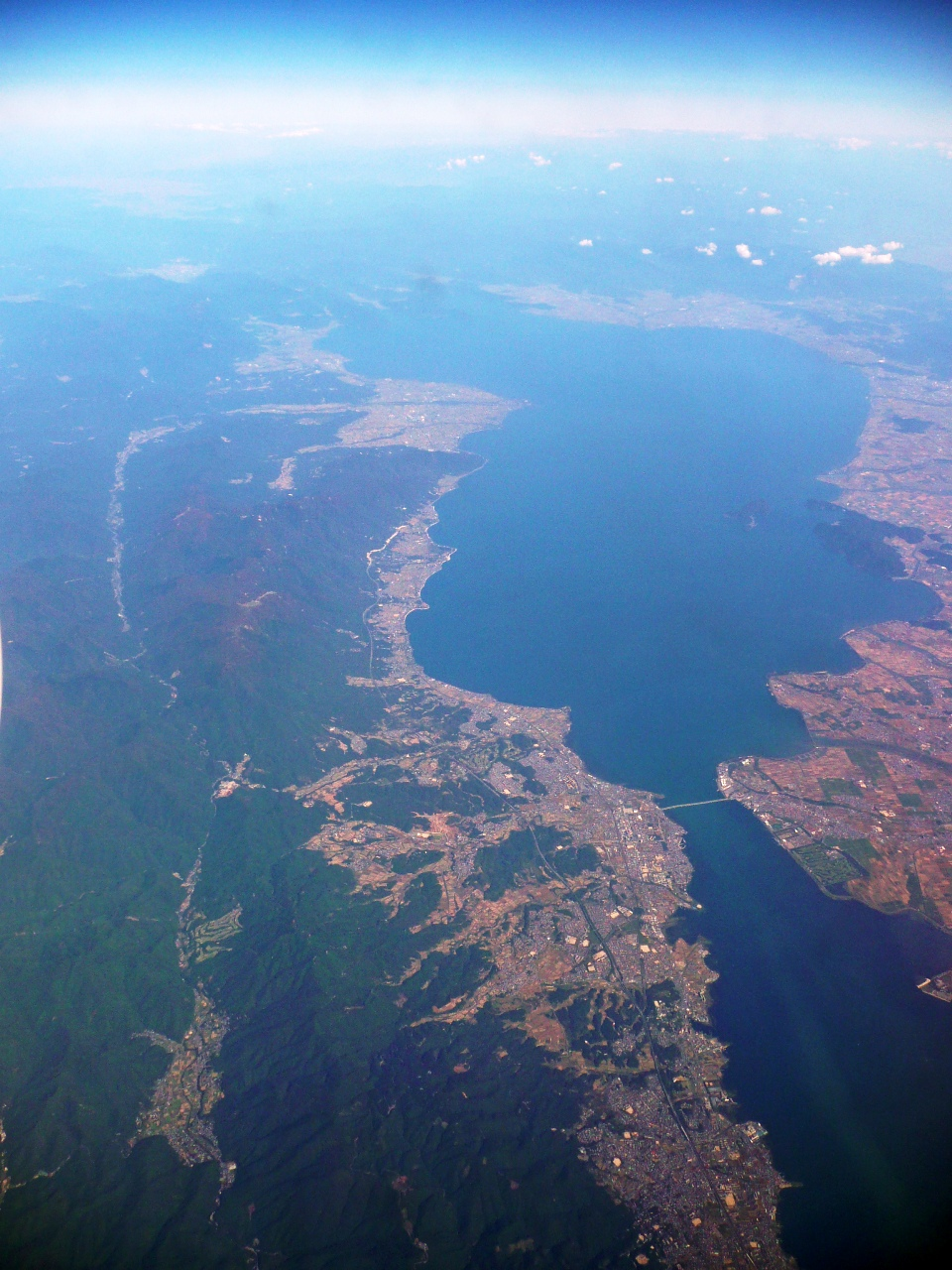
比良山地の位置（琵琶湖と画像中央左の逆L字型に流れる安曇川に挟まれた山地）

比良山地 （ひらさんち） は、滋賀県の琵琶湖西岸に連なる山地。最高峰は武奈ヶ岳（ぶながたけ、1,214.4 m）。大部分が琵琶湖国定公園に属し、古くから近江八景の一つ「比良の暮雪」で知られる景勝地。京阪神からの交通の便もよく、登山やスキーに多くの人が訪れる。

## 概要
東を琵琶湖で、南を和邇川で、西と北を安曇川で丹波高地から区切られた、南北約20km、東西約15kmの山地。北北東－南南西方向に走る2本の稜線からなる。南は比叡山へ繋がり、北は野坂山地へ繋がる。
一般に、西（安曇川）側を「奥比良」と呼び、東（琵琶湖）側稜線のうち、釈迦岳から堂満岳の一帯を「北比良」、それ以南の蓬莱山・権現山の一帯を「南比良」、釈迦岳以北の岩阿沙利山・岳山の連なる標高500 - 700mの尾根を「リトル比良」と呼ぶことが多い。
東側は比良断層が、西側は花折断層がそれぞれ走っており、これらの断層の活動により成立した地塁山地である。
地形は変化に富み、八ツ淵の滝、楊梅滝（や
まもものたき）、神爾滝（しんじのたき）などの滝、八雲ヶ原、小女郎池、ノタノホリなどの湿原や池塘などが点在する。
気候は日本海側気候の影響を強く受け、冬季には多量の積雪がある。比良山地から琵琶湖岸に吹き降ろす強風を比良おろし、特に春先に吹くものは比良八荒と呼び、時に交通や農業・漁業に被害を及ぼすことがある。
積雪と強風の影響を最も強く受ける武奈ヶ岳付近の稜線は、樹木が生育しないため、近畿地方では屈指の眺望が得られ、著名な登山ルートの一つとなっている。また南比良の打見山頂付近には、びわ湖バレイスキー場がある。なお、京阪グループの比良索道が運営していた北比良の比良リフト、比良ロープウェイ、比良山スキー場は2004年に廃止されている。
滋賀県の瀬田・南草津周辺は、冬型の気圧配置の日本海からの雪雲が、この比良山地によって堰き止められている。そのため、滋賀県の大津アメダスは、東海道新幹線の徐行運転の常連の米原周辺であるにも関わらず、数年に一度しか積雪1cm以上を観測しない。（2024～2025年冬季の大津アメダスは、積雪がゼロcmであった）

## 主な山
- 奥比良
  - 武奈ヶ岳（ぶながたけ、1,214.4 m）
  - 釣瓶岳（つるべだけ、1,098 m）
  - 蛇谷ヶ峰（じゃたにがみね、901.7 m）
- 北比良
  - 釈迦岳（しゃかだけ、1,060.3 m）
  - 堂満岳（どうまんだけ、1,057 m）
- 南比良
  - 蓬萊山（ほうらいさん、1,174.2 m）
  - 打見山（うちみやま、1,108 m）
  - 白滝山（しらたきやま、1,022 m）
- リトル比良
  - 岩阿沙利山（いわじゃりやま、686.4 m）[6]
  - 岳山（だけやま、565 m）

## ギャラリー

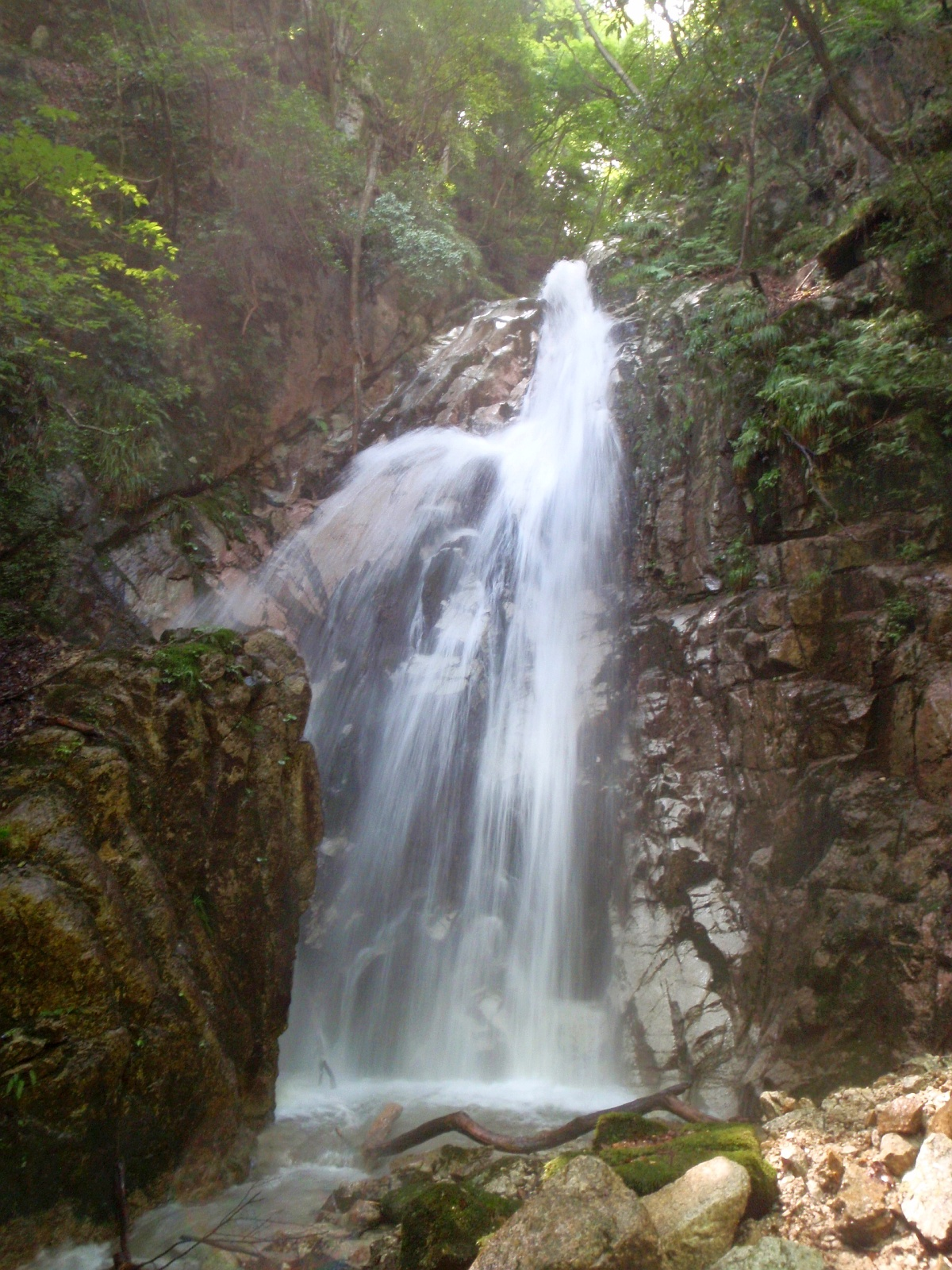
神爾の滝（雄滝）
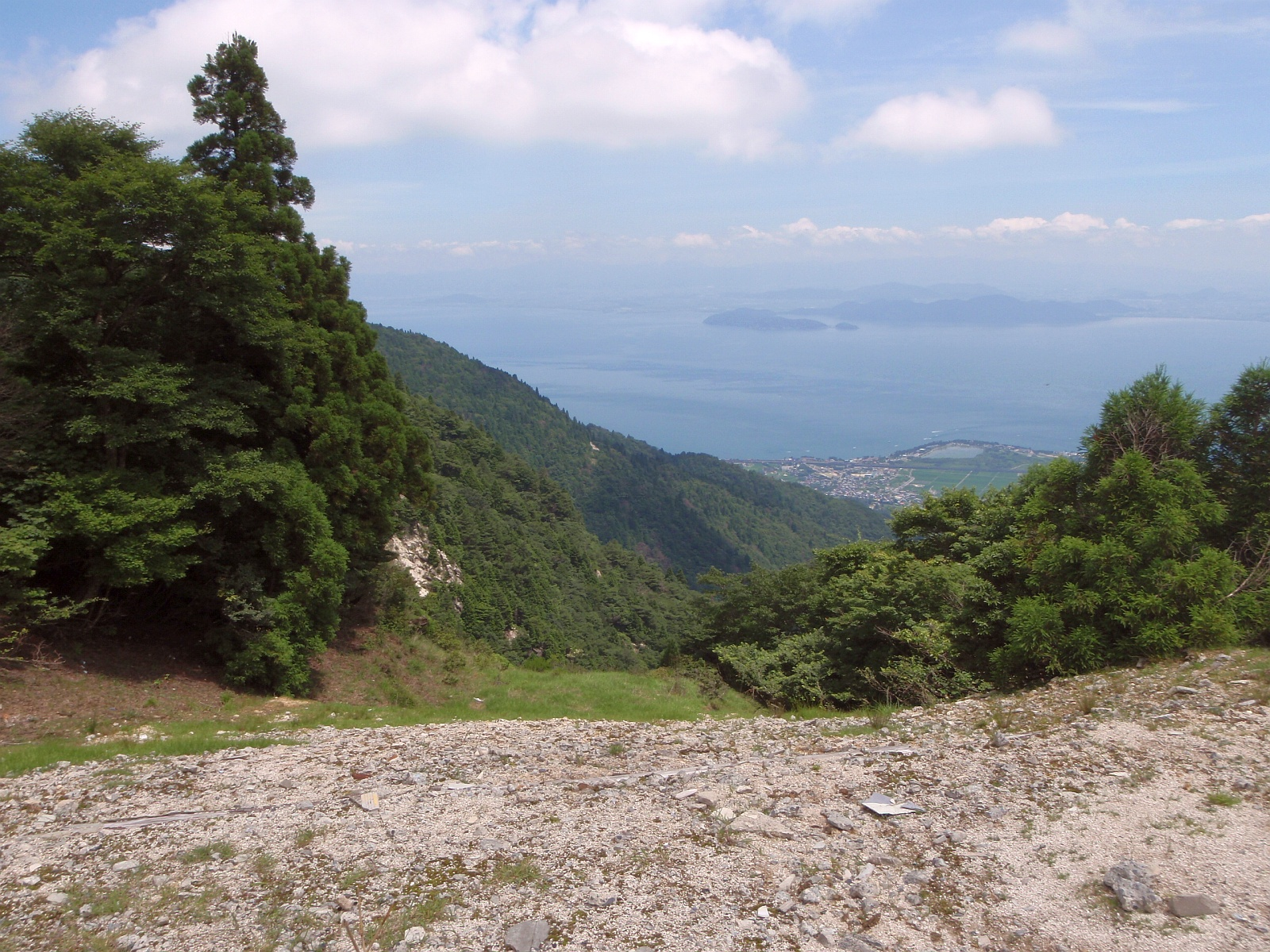
北比良峠付近から琵琶湖を見る
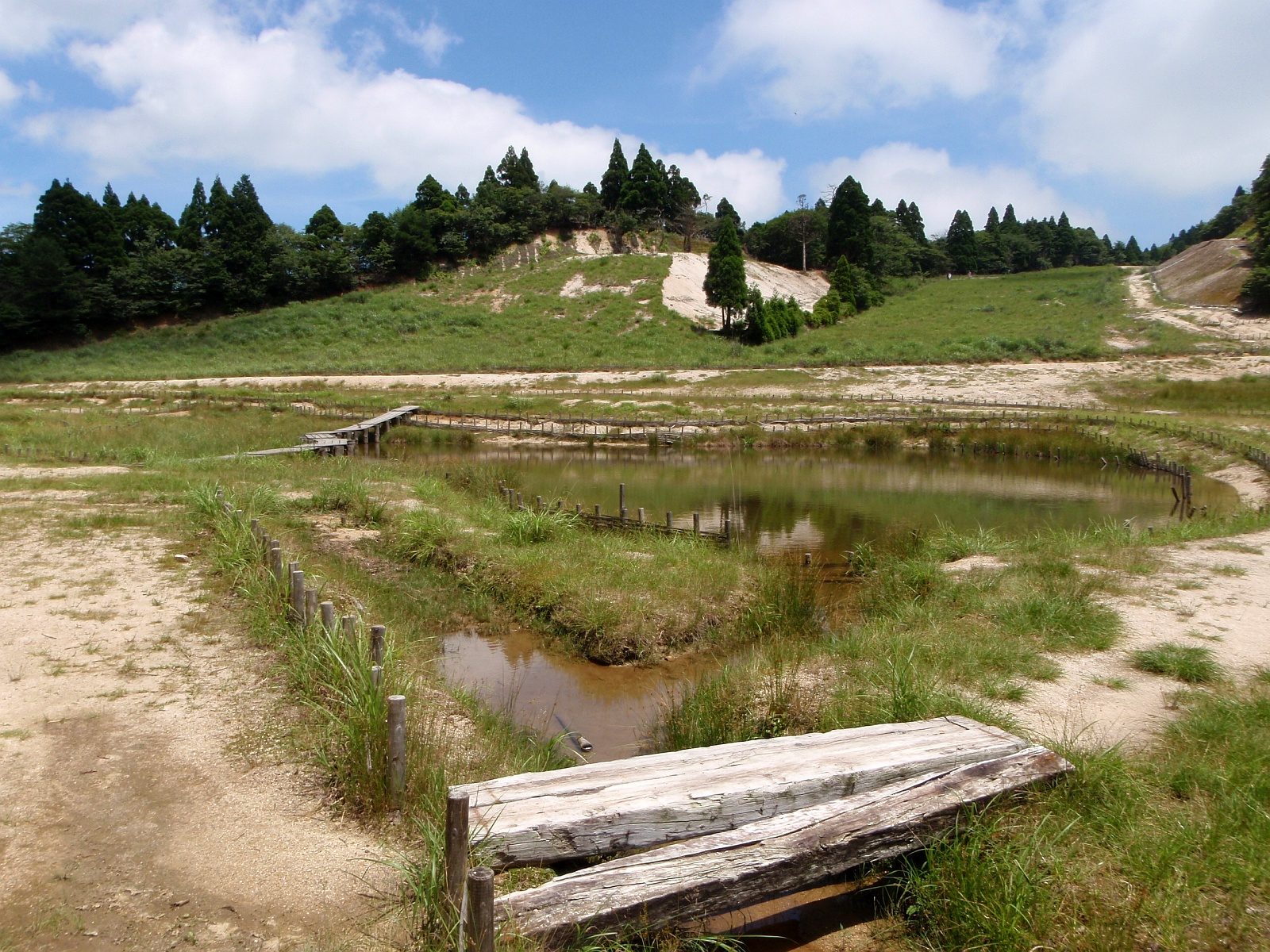
八雲ヶ原のスキー場跡
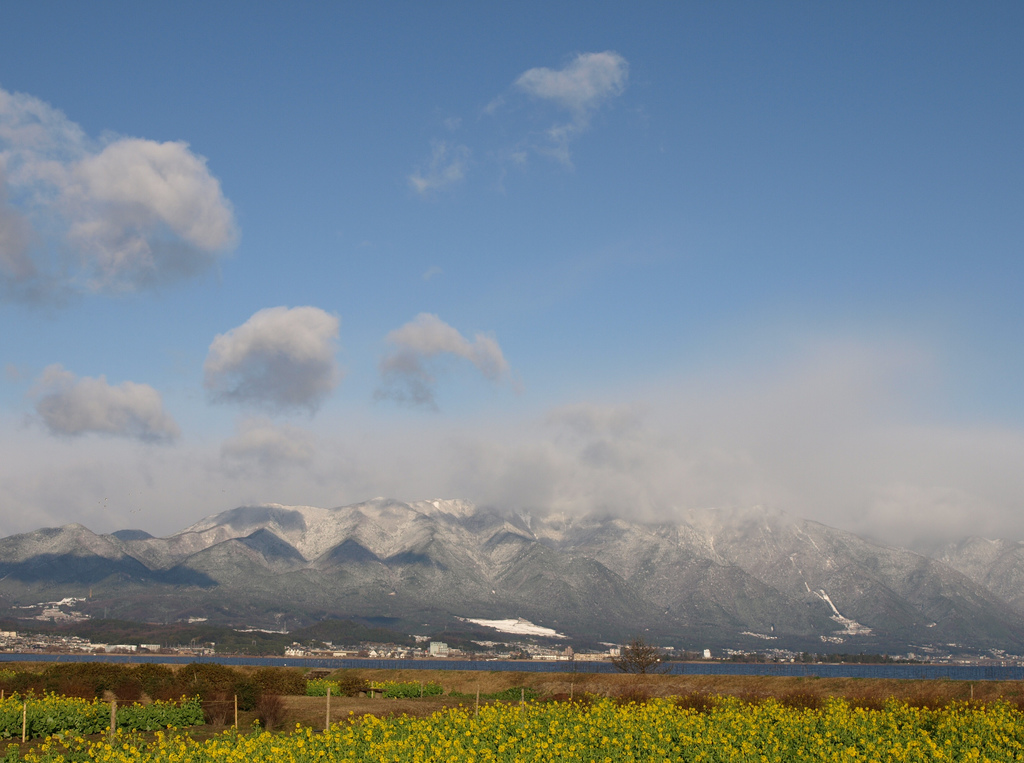
菜の花畑越しに望む